# Покахонтас (Ајова)
Покахонтас (енгл. Pocahontas) град је у америчкој савезној држави Ајова. По попису становништва из 2010. у њему је живело 1.789 становника.

## Демографија
Према попису становништва из 2010. у граду је живело 1.789 становника, што је -181 (-9.2%) становника више него 2000. године.
| Група             | 2000.         | 2010.         |
| Белци             | 1.940 (98,5%) | 1.744 (97,5%) |
| Афроамериканци    | 5 (0,3%)      | 6 (0,3%)      |
| Азијати           | 2 (0,1%)      | 1 (0,1%)      |
| Хиспаноамериканци | 10 (0,5%)     | 24 (1,3%)     |
| Укупно            | 1.970         | 1.789         |